# コーラス・ライン (野口五郎の曲)
「コーラス・ライン」（Chorus Line）は、1980年5月1日に発売された野口五郎の34枚目のシングルである。

## 概要
本作は「U.S.A.STUDIO CONNECTION リサイタル」記念としてリリースされた。
表題曲で、TBS「ザ・ベストテン」に1979年の「女になって出直せよ」以来、3作品ぶり10位内にランクインした。また、新御三家の郷ひろみ・西城秀樹とともに1980年末の「第31回NHK紅白歌合戦」に出場し、当曲を披露した。
この曲はライブで繰り返し観客とともにサビを歌って盛り上がっていくような録音形式になっている。

## 収録曲
- 全曲編曲：東海林修

1. コーラス・ライン
作詞：麻生香太郎／作曲：東海林修
2. CHARGE & GET IN
作詞：藤公之介／作曲：佐藤寛